# Kanakapur, Haveri
Kanakapur là một làng thuộc tehsil Haveri, huyện Haveri, bang Karnataka, Ấn Độ.